# Arthur Geoffrey Walker
Arthur Geoffrey Walker   (Watford, 17 de juliol de 1909 - Chichester, 31 de març de 2001) va ser un matemàtic i físic anglès.
En acabar els estudis secundaris a la seva vila natal, va estudiar matemàtiques a la universitat d'Oxford, en la qual es va graduar el 1931. Després ba anar a la universitat d'Edimburg en la qual es va doctorar el 1933, amb una tesi sobre geometria diferencial, tema que es va convertir en el seu camp de recerca principal. Després d'un curs com professor eventual al University College de Londres, va ser nomenat professor de la universitat de Liverpool. El 1947 va passar a ser professor i cap del departament de matemàtiques pures de la universitat de Sheffield, càrrecs que va deixar el 1952 per tornar a la universitat de Liverpool, en la qual es va jubilar el 1974.
El seu principal camp de recerca van ser les varietats riemannianes. Però Walker és recordat sobre tot per les seves significatives aportacions a la cosmologia i a la mecànica relativista. Els conceptes de transport de Fermi-Walker i de mètrica de Robertson-Walker porten el seu nom, ja que ell en va ser un dels descobridors.